# レオン・ブリットン
レオン・ジェームズ・ブリットン（Leon James Britton、1982年9月16日 - ）は、イングランド・ロンドン・マートン・ロンドン特別区出身のサッカー選手。ポジションはミッドフィールダー。

## 経歴

### クラブ
2011年にスウォンジー・シティAFCへ復帰した。
2017年12月には、二試合のみ選手兼任監督を務めた。

### 代表
1998年から1999年までU-16イングランド代表に選出されていた。